# Itainópolis
Itainópolis es un municipio brasileño del estado del Piauí. 

## Hijos ilustres
- Frank Aguiar - Músico y viceprefecto a partir de 2008 del municipio de San Bernardo del Campo.
- Djacilda Maria Silva - Poetisa desde los 10 años de edad. Livro Refletindo sobre la vida, publicado en 1994.

## Geografía
Se localiza a una latitud 07º26'49" sur y a una longitud 41º28'42" oeste, a una altitud de 200 metros. Su población estimada en 2004 era de 10.208 habitantes. Posee un área de 782,84 km².